# KV39
KV39 (Kings' Valley 39) è la sigla che identifica una delle tombe della Valle dei Re in Egitto; era la sepoltura, forse, del faraone Amenhotep I (XVIII dinastia)

## Storia
Scoperta e scavata da Andraos Boutros e C. Macarios nel 1900, KV39 venne visitata da Howard Carter nel 1916, sottoposta a nuovi scavi a cura di John Rose nel 1989 e poi, successivamente, nel 1991-1994; dal 2001 è sottoposta a scavi, rilevazione e mappatura a cura di Jan Buckley.
Poco dopo i lavori di svuotamento, nel 1994, la tomba venne invasa e nuovamente riempita da detriti dovuti ad una improvvisa e violenta alluvione.

## Architettura e Decorazioni

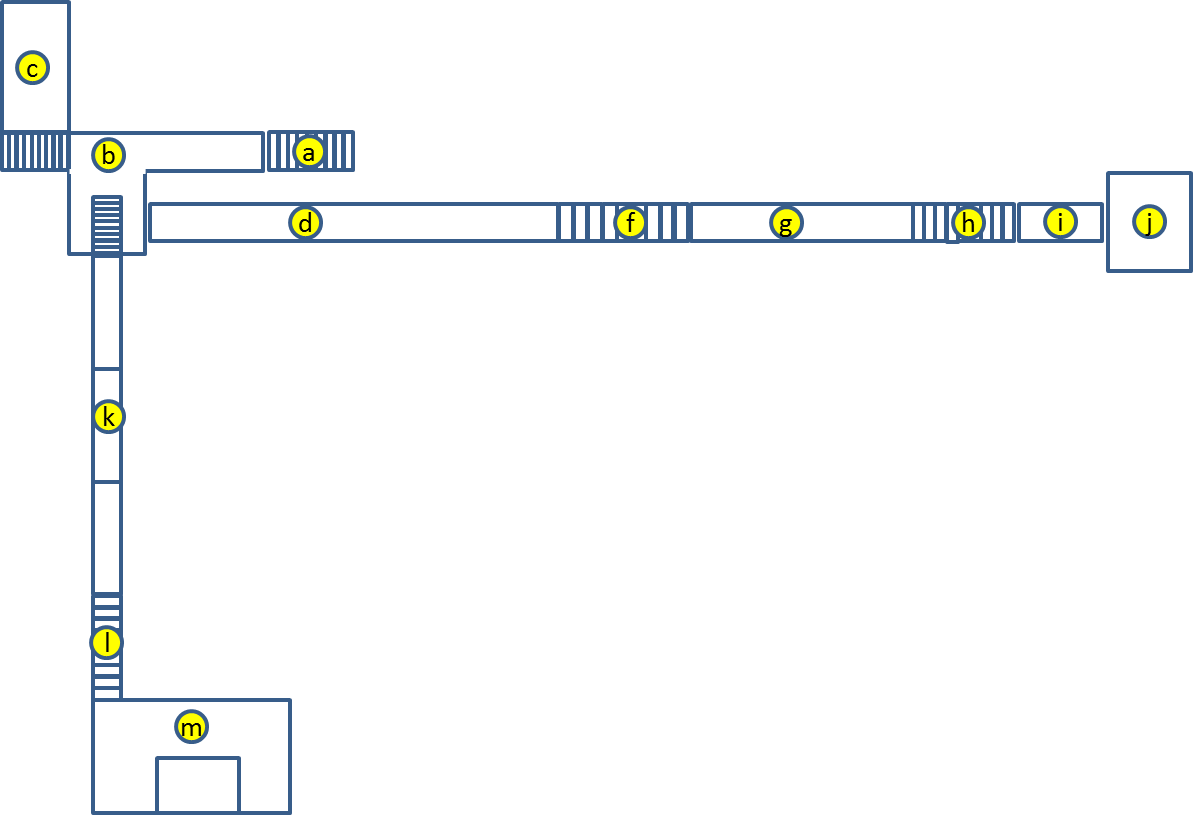
Planimetria schematica di KV39

Architettonicamente presenta la più strana planimetria della Valle (le lettere relative ai vari corridoi e locali fanno riferimento alla planimetria schematica accanto riportata): a una scala di accesso (a) segue un corridoio (b) che si apre in un disimpegno (b); poco più oltre una scala adduce a una camera rettangolare (c). Dal disimpegno (b) si diparte un corridoio, parallelo a quello d’accesso(d), che prosegue in una scala (f), in un altro corridoio (g) e, dopo una scala (h) e un ultimo breve corridoio (i) termina in una camera (j). Dallo stesso disimpegno (b), si diparte una serie di corridoi (k) ortogonali ai precedenti che, dopo una scala (l), termina in un'unica camera (m) . Tale particolarità planimetrica ha fatto supporre che la tomba sia stata scavata in tre distinte fasi: la prima comprese quasi certamente i locali (a), (b) e (c) della planimetria schematica; vennero successivamente realizzate le direttrici (d)-(j) e (b)-(m), ma non si è in grado di stabilire la cronologia dei lavori. La struttura sembra tuttavia potersi datare intorno alla prima metà della XVIII dinastia.
Un resoconto, non datato, di Arthur Weigall riporta l'indicazione che la tomba presentava decorazioni parietali già abbastanza labili e difficilmente leggibili che già non furono più rilevate durante l'intervento di John Rose del 1989.
All’interno della tomba vennero rinvenuti, tra l’altro, frammenti di vasellame e di sarcofagi in legno, tappi di chiusura di anfore, funi, resti vegetali e umani di almeno nove individui, nonché inusuali etichette in pietra recanti i cartigli di Thutmosi I, forse di Thutmosi II e Amenhotep II.
Lo stesso Weigall assegnò la tomba ad Amenhotep I sulla scorta di un papiro che egli intese trattare proprio di KV39, di fatto tale titolarità è oggi stata messa in dubbio.

### Annotazioni
1. ↑  Le tombe vennero classificate nel 1827, dalla numero 1 alla 22, da John Gardner Wilkinson in ordine geografico. Dalla numero 23 la numerazione segue l’ordine di scoperta.

### Fonti
1. ↑  Theban Mapping Project
2. ↑  (EN) Theban Mapping Project, su thebanmappingproject.com. URL consultato il 31 gennaio 2017 (archiviato dall'url originale il 5 dicembre 2006)..
3. ↑  Nicholas Reeves e Richard Wilkinson (2000), The complete valley of the Kings, New York, Thames & Hudson, p. 89.
4. ↑  Reeves & Wilkinson (2000), p. 89.